# Khanatet Yarkent
Khanatet Yarkent eller Khanatet Kashghar var en historisk stat som låg i nuvarande Kirgizistan mellan 1514 och 1705.
Det var ursprungligen en del av Tjagataikhanatet och erövrades så småningom av Dzungarkhanatet.